# ユニカフェ
株式会社ユニカフェ（英: UNICAFE INC.）は、東京都港区赤坂に本社を置くコーヒー加工メーカー。UCCジャパンの子会社である。東京証券取引所スタンダード市場に上場している（証券コードは2597）。

## 概要
特に缶コーヒーなどの原料となる工業用コーヒーでトップクラスのシェアを占めている。近年、業務用や家庭向けコーヒーにも注力している。企業理念は「コーヒーをコアに人と環境にやさしい企業を目指す」。この企業理念に則り、近年はより環境に配慮した有機栽培コーヒーや、レインフォレストアライアンス、また途上国の生産者の自立をサポートするフェアトレードコーヒーを積極的に扱っており、特にフェアトレードコーヒーの日本国内での取扱量はNo.1である。
2001年にそれまでの4つの工場を集約した神奈川総合工場が完成。日本のレギュラーコーヒー焙煎工場として、国内最大規模を誇る。同工場にはR&Dセンターを完備しており、研究開発と製造の現場が一箇所に集約しているのも同社の特徴である。

## 沿革
- 1972年（昭和47年）11月 - コーヒー生豆商社の株式会社ワタル商会（現・ワタル、およびワタル不動産）とコーヒー焙煎加工業者57社の共同出資により設立。
- 1979年（昭和54年）10月 - 缶コーヒーなどの原料となる工業用コーヒー、およびOEM生産を開始。
- 1980年（昭和55年）10月 - 工業用コーヒーの品質の均一化を図る目的で味覚の科学的定量機器を導入。
- 1999年（平成11年）6月9日 - 日本証券業協会に株式を上場。
- 2000年（平成12年）8月18日 - 東京証券取引所2部に上場。
- 2001年（平成13年）
  - 4月 - 従来の4工場を集約した神奈川総合工場が完成。
  - 5月 - JAS有機食品の製造業者認定取得。
  - 9月 - 東京証券取引所市場第一部に株式を上場。
- 2002年（平成14年）12月 - 神奈川総合工場がISO9001の認証を取得。
- 2003年（平成15年）8月 - 生産性向上を図る目的で焙煎機（ディードリッヒCR240）、包装機（ボッシュSVE2510QR高速縦型ピロー包装機）を導入。
- 2004年（平成16年）3月 - 業務用コーヒーと家庭用コーヒーの販売拡大に伴う包装加工工程などの増強を目的として、神奈川総合工場の隣接地を取得（土地面積8,459平方メートル）。
- 2004年（平成16年）11月 - 神奈川総合工場がISO14001の認証を取得。
- 2005年（平成17年）10月 - 神奈川総合工場を増築及びR&Dセンターを開設。
- 2007年（平成19年）8月 - リューイ・テック株式会社から、同社子会社である上海緑一企業有限公司の事業を買収。同年11月に完全子会社とする。
- 2009年（平成21年）12月 - UCC上島珈琲（のちのUCCホールディングス、現・UCC Capital）と資本・業務提携。
- 2011年（平成23年）7月 - 神奈川総合工場において、食品安全システム認証規格「FSSC22000:2010」の認証取得。
- 2012年（平成24年）7月 - 神奈川総合工場において、労働安全衛生マネジメントシステムOSHMS認定を取得。
- 2014年（平成26年）4月 - R&Dセンターに新しい香り分析機と味覚センサーを導入。
- 2016年（平成28年）6月 - 決算期を3月からUCCホールディングスと同じ12月に変更[1]。
- 2019年（平成31年）1月 - 株式会社アートコーヒーを完全子会社化。同時に三菱商事に対して第三者割当増資を実施[2][3]。
- 2023年（令和5年）12月 - UCCグループの組織再編に伴い、直接的な親会社がUCCジャパンとなる[4]。

## 事業所
- 本社 - 東京都港区赤坂八丁目5番26号　住友不動産青山ビル西館[5]
- 神奈川総合工場 - 神奈川県愛甲郡愛川町中津字桜台4026－9

## 神奈川総合工場
神奈川総合工場はISO9001、ISO14001の認証を取得する世界水準のレギュラーコーヒー製造工場。「安心・安全でおいしいコーヒー」をモットーに、高い品質管理と、焙煎技術を誇りにしている。1工場として国内最大規模となる5機種6タイプ15基の焙煎機を保有している。

## 主要商品
- コーヒー
- 工業用コーヒー
- 業務用コーヒー
- 家庭用コーヒー
  - 「ユニカフェ プロフェッショナルユース」
  - 「ユニカフェ おいしい香り」
  - 「ユニカフェ 新豆珈琲」
  - 「ユニカフェ レインボーマウンテンシリーズ」
  - 「ユニカフェ 石焼仕上げ」
  - 「ユニカフェ 炭焼き焙煎」
  - 「ユニカフェ 有機栽培珈琲」
  - 「ユニカフェ レストランユース」